# Djursholm
Djursholm je jedna od četiri prigradske četvrti Stockholma, sjedište istoimene općine dio je županije Stockholm i uključen je u urbani dio grada Stockholma. Status grada ima od 1914. godine.

## Stanovništvo
Prema podacima o broju stanovnika iz 2008. godine u gradu živi 8.819 stanovnika.

## Vanjske poveznice
- Povijest grada

### Ostali projekti
|  | Zajednički poslužitelj ima još gradiva o temi Djursholm |